# Шалаев, Степан Алексеевич
Степа́н Алексе́евич Шала́ев (5 января 1929, с. Мордовская Поляна, Мордовский округ, Средневолжский край, РСФСР, СССР — 18 января 2022, Москва, Россия) — советский государственный, партийный и профсоюзный деятель. Председатель Всесоюзного центрального совета профессиональных союзов (1982—1990). Член ЦК КПСС (1982—1990), кандидат в члены ЦК КПСС (1981—1982). Депутат Верховного Совета СССР (1982—1989). Член Президиума Верховного Совета СССР (1982—1989). Народный депутат СССР (1989—1991).

## Образование
В 1951 году окончил Московский лесотехнический институт по специальности инженер-лесотехник.

## Биография
- 1942—1943 — десятник Тепло-Станского мехлесопункта треста «Мордовскстройлес».
- 1943—1946 — учащийся в школе посёлка Зубова Поляна.
- 1951—1953 — главный инженер Пастуховского леспромхоза комбината «Удмуртлес», станция Лынга Якшур-Бодьинский район Удмуртская АССР.
- 1953—1955 — начальник производственно-технического отдела комбината «Удмуртлес», Ижевск.
- 1955—1957 — директор леспромхоза с. Селты в Удмуртии.
- 1957—1958 — директор леспромхоза г. Крестцы, Новгородская область.
- 1958—1963 — директор леспромхоза п. Оленино, Калининская область.
- 1963—1964 — главный специалист Государственного лесного комитета СССР.
- 1964—1968 — председатель Центрального комитета профсоюза рабочих лесной, бумажной и деревообрабатывающей промышленности.
- 1968—1980 — секретарь ВЦСПС.
- 1980—1982 — министр лесной, целлюлозно-бумажной и деревообрабатывающей промышленности СССР.
- 1982—1990 — председатель ВЦСПС.
- С апреля 1990 года — персональный пенсионер союзного значения.

Похоронен на Троекуровском кладбище (уч. 34).

## Награды
- три ордена Трудового Красного Знамени
- два ордена «Знак Почёта»
- Почётная грамота Правительства Российской Федерации (31 декабря 1998) — за заслуги перед государством, большой личный вклад в развитие профсоюзного движения, многолетний добросовестный труд и в связи с 70-летием со дня рождения